# Повстання на Альфі-Ц
«Повстання на Альфі-Ц» — дитячий науково-фантастичний роман знаменитого американського письменника Роберта Сілверберга. Роман було вперше опубліковано у 1955 році. Це перший твір Сілверберга.

## Сюжет
2363 рік. Ларрі Старк, спадковий пілот зорельота, та декілька інших кадетів Космічної академії здійснюють тренувальний політ у патрульному міжзоряному кораблі перед випуском з академії. Політ передбачає прибуття на земну колонію на 4-й планеті Альфи Центавра, де умови існування схожі на земні. Через несправності корабля, перед необхідним просторовим стрибком, Ларрі Старк та О'Хейр вимушені вийти у відкритий космос, де Ларрі рятує напарнику життя, після чого між ними виникає міцна дружба. Після прибуття корабля до Альфи Центавра несподівано виявляється, що влада у основній Лондонській колонії захоплена колоністами, що проголосували за незалежність планети від Землі. Корабель змушений сісти на території Чиказької колонії, де влада ще лояльна Землі. Частина екіпажу переходить на сторону повстанців. Ларрі, вихований абсолютно вірним Землі, опиняється перед вибором, коли йому доручено передати з корабля повідомлення про необхідність знищення колонії земною патрульною ескадрою. Опинившись перед складним моральним вибором, після багатьох сумнівів, Ларрі переходить на бік колоністів.

### Особливості сюжету
- Надсвітлові польоти здійснюються на основі принципу згорнутого простору, і політ на 4,5 світлових років займає 15 днів.
- Планета Альфи Центавра нагадує Землю епохи динозаврів.
- Радіозв'язок корабля базується на електронних лампах.
- Автор проводить паралелі подій у романі з війною Північноамериканських колоній за незалежність від Великої Британії (знамените гасло «Ні податкам без представництва» та ін.).

## Персонажі
- Ларрі Старк — кадет Космічної академії, радіооператор космічного корабля «Карден».
- Гарл Еллісон — кадет Космічної патрульної академії, член екіпажу корабля. Названий автором за аналогією з іменем письменника-фантаста Гарлана Еллісона.
- Гейтор ван Гаарен — кадет земного відділення академії, член екіпажу.
- Райнгардт — капітан корабля «Карден».
- Олькотт — пілот корабля.
- Ґреннел Боґґс О'Гейр — члени екіпажу.
- Гаррісон — президент земної колонії на Альфі Центавра.
- Джон Брауні — лідер революціонерів.
- Картер — голова Тимчасового уряду у Лондонській колонії.